# Machowo
Machowo – osada w Polsce położona w województwie kujawsko-pomorskim, w powiecie nakielskim, w gminie Sadki. Miejscowość wchodzi w skład sołectwa Radzicz.
W latach 1975–1998 miejscowość administracyjnie należała do województwa bydgoskiego.